# Онопріївка
Онопрі́ївка (колишня назва — Онуфріївка) — село в Україні, у Тальнівській міській громаді, Звенигородського району Черкаської області. У селі мешкає 937 людей.
До 2020 центр сільської ради. Сільській раді було підпорядковане с. Павлівка Друга. Село розташоване за 18 км на північ від центру громади і 20 км від залізничної станції Тальне. 

## Географія
Селом протікає річка Залізнорудний, права притока Макшиболота.

## Історія
Поблизу села виявлено поселення трипільської культури та 4 кургани скіфського часу.
Село постраждало внаслідок геноциду українського народу, проведеного окупаційним урядом СРСР у 1932—1933 та 1946–1947 роках.
396 жителів села брало участь у німецько-радянській війні, з них 136 — відзначено урядовими нагородами, 256 — полягло в бою з ворогом. В центрі населеного пункту 1950 року встановлено пам'ятник радянським воїнам, зокрема, односельцям, які загинули в боях за Онопріївку із військами гітлерівської коаліції.

### Згадки в книгах
«Онопріївка, село за сім верстов од містечка Шаулихи, коло безіменного струмка, що впадає в Макшиболото. Мешканців обох статей 891. Церква Покровська, дерев'яна, невідомо якого року збудована; ґрунту має 33 десятини. Для платні причту призначено 180 карбованців. До Онопріївської парафії приділене село Беринка, що знаходиться коло струмка з такою ж назвою, за сім верстов од Онопріївки. Мешканців обох статей у ньому 703. Приписана церква Дмитрівська, дерев'яна, поставлена 1737 року, до 1842 була парафіяльною для села Беринки.»
(Похилевич Л. «Оповідання про заселені місцевості Київської губернії», 1864 р.)

## Відомі люди

### Народилися
- Ковганюк Степан Петрович — письменник та перекладач.